# بابلو مونزالفو
بابلو مونزالفو (بالإسبانية: Pablo Monsalvo)‏ هو لاعب كرة قدم أرجنتيني في مركز الوسط، ولد في 17 يناير 1983 في Roque Pérez ‏ في الأرجنتين. لعب مع تشاكاريتا جيونيورز.